# Nelson Muntz
Nelson Mandela Muntz (stem gedaan door Nancy Cartwright) is een personage uit de animatieserie The Simpsons.
Nelson is een leerling aan de lagere school van Springfield, en staat daar bekend als een van de pestkoppen. Hij is een jeugddelinquent, wiens vader altijd afwezig is en wiens moeder ook niet om hem geeft. Hij staat vooral bekend om zijn typische lach "há há", waarmee hij iedereen uitlacht.

## Profiel
Nelson is een grote sadist. Hij laat zijn slachtoffers vaak zichzelf pijn doen, waarbij hij dingen roept als "Stop hitting yourself!", "Stop butlering yourself!", "Stop zapping yourself!", "Stop endangering yourself!", "Why you throwin' tomatoes at yourself?!"
Over zijn familieleven bestaan veel tegenstrijdigheden. In enkele van de eerste afleveringen beweerde hij dat zijn moeder de familie had verlaten en/of zijn vader achter slot en grendel zat. Het duurde ettelijke seizoenen alvorens zijn ouders ook in beeld verschenen. Nelsons moeder is een arme stripper. In het 16de seizoen verscheen Nelsons vader in beeld. Tijdens de aflevering blijkt dat hij ooit last kreeg van zijn pinda-allergie waardoor hij zoveel uitslag in zijn gezicht kreeg dat hij net op de olifantman leek. Op straat kwam hij een circus tegen, dat hem voor een freak aanzag en jaren gedwongen meenam als onderdeel van hun voorstelling. Toen dit circus Springfield aandeed, herkende Bart Nelsons vader.
In het eerste seizoen werd Bart zwaar gepest door Nelson. In de aflevering Bart The General weet Bart hem echter te verslaan met hulp van zijn vrienden, Abraham Simpson en Hermann de eenarmige wapenhandelaar. Sindsdien laat Nelson Bart meestal met rust, al kan hij het soms ook niet laten om hem uit te lachen of te slaan. Hij trekt meestal ook op met de andere pestkoppen uit de serie die ouder zijn als hem, zoals Jimbo, Dolph en Kearney.
Nelson had een korte relatie met Lisa Simpson. Zij trachtte zijn karakter te veranderen, maar dit lukte niet en daarom gingen ze allebei weer hun eigen weg.
Nelson is fysiek behoorlijk sterk voor zijn leeftijd, en is een natuurtalent op het gebied van atletiek. In de loop van de serie heeft hij verschillende sporten beoefend zoals American Football.
In de loop der jaren is Nelson veranderd van een echte pestkop in een meer complex personage. Hij blijkt verborgen talenten en erg onhippe bezigheden te hebben. Ook pest hij naar eigen zeggen Martin Prince enkel om zijn reputatie hoog te houden. Ook in de nieuwste afleveringen is hij nog gewelddadig, maar soms slaat hij mensen uit een rechtvaardigheidsgevoel (zo sloeg hij Bart een keer omdat hij vermoedde dat hij probeerde andermans eergevoel op te strijken).
In de aflevering Little Big Girl werd onthuld dat Nelson van Duitse afkomst is.
In Lisa's Wedding werd een toekomstbeeld getoond waarin Nelson een zoon had (de moeder is onbekend) die sprekend op hem leek. In Future-Drama blijkt Nelson in de toekomst getrouwd te zijn met Sherri en Terri en twee tweelingen te hebben.
Homer Simpson · Marge Simpson · Bart Simpson · Lisa Simpson · Maggie Simpson · Abraham Simpson · Patty en Selma Bouvier · Jacqueline Bouvier · Mona Simpson · Santa's Little Helper · Snowball II · Familie Bouvier
Jasper Beardley · Comic Book Guy · Eddie en Lou · Maude Flanders · Ned Flanders · Professor Frink · Barney Gumble · Julius Hibbert · Lionel Hutz · Eerwaarde Lovejoy · Kapitein Horatio McCallister · Hans Moleman · Bleeding Gums Murphy · Apu Nahasapeemapetilon · Mayor Joe Quimby · Dr. Nick Riviera · Agnes Skinner · Cletus Spuckler · Squeaky Voiced Teen · Disco Stu · Moe Szyslak · Kirk Van Houten · Luann Van Houten · Chief Clancy Wiggum
Gary Chalmers · Rod en Todd Flanders · Jimbo Jones · Kearney · Edna Krabappel · Otto Mann · Nelson Muntz · Martin Prince · Seymour Skinner · Milhouse Van Houten · Ralph Wiggum · Groundskeeper Willie · andere studenten
Montgomery Burns · Carl Carlson · Lenny Leonard · Waylon Smithers
Itchy en Scratchy · Kent Brockman · Krusty de Clown · Troy McClure · Rainier Wolfcastle · Radioactive Man
Snake · Kang & Kodos · Sideshow Bob · Fat Tony
Treehouse of Horror
Bart vs. the World · Bart Simpson's Escape from Camp Deadly · The Simpsons Arcadespel · Bart vs. the Space Mutants · Bart's House of Weirdness ·Bart vs. The Juggernauts · Krusty's Fun House · Bartman Meets Radioactive Man · Bart's Nightmare · The Itchy and Scratchy Game · Virtual Bart · Bart and the Beanstalk · Itchy & Scratchy in Miniature Golf Madness · Cartoon Studio · Virtual Springfield · Night of the Living Treehouse of Horror · Bowling · Wrestling · Road Rage · Skateboarding · Hit & Run · The Simpsons Game · The Simpsons: Tapped Out
The Simpsons · The Simpsons Pinball Party
Strips: Simpsons Comics · Bart Simpson serie · Itchy & Scratchy Comics · Bart Simpson's Treehouse of Horror · Futurama/Simpsons Infinitely Secret Crossover Crisis
Tijdschrift: Simpsons Illustrated
Boeken: Bart Simpson's Guide to Life · Family Album · Library of Wisdom · Complete Guides · Planet Simpson · The Simpsons and Philosophy
Actiefiguurtjes: World of Springfield
The Simpsons Movie
Bankgrap ·
Canyonero · 
D'oh! · 
Duff Beer · 
Schoolbordgrap · 